# Dolpa (huyện)
Dolpa (tiếng Nepal:डोल्पा) là một huyện thuộc khu Karnali, vùng Trung Tây Nepal, Nepal. Huyện này có diện tích 7889 km², dân số thời điểm năm 2001 là 29545 người.

## Dân số
Biến động dân số giai đoạn 1952-2001:
| Năm    | 1971  | 1981  | 1991  | 2001  |
| ------ | ----- | ----- | ----- | ----- |
| Dân số | 19110 | 22043 | 25013 | 29545 |